# История Черновцов

## Ранний исторический период
Поселения на территории Черновцов были уже в период неолита. В предместьях обнаружены поселения трипольской культуры, бронзового и железного веков. В окрестностях Черновцов обнаружены славянские памятники начала нашей эры (II—V вв.); в ранний исторический период здесь были поселения белых хорватов и тиверцев (IX—XI вв.).

## Галицко-Волынское княжество
Укреплённое поселение на месте микрорайона Ленковцы на левом берегу реки Прут предположительно основал в XII веке галицкий князь Ярослав Осмомысл. Крепость с торгово-ремесленным поселением, по одной из версий, называлась Черн или Чёрный город, видимо, из-за чёрных деревянных стен. Развалины крепости сохранились на древнерусском Ленковецком городище возле современного микрорайона Ленковцы (ныне в городской черте). Крепость была разрушена в 1259 году по требованию татарского темника Бурундая. Оставшиеся оборонительные валы продолжали использоваться для защиты. В XVII веке к ним добавили несколько бастионов, один из которых существует до сих пор.
Из-за частых паводков на низком левом берегу Прута новый город был построен на высоком правом берегу. После распада Галицко-Волынского княжества в середине XIV века Черновцы переходили к Венгрии, Польше, пока в 1359 году они не вошли в состав Молдавского княжества.

## XV—XVIII вв. Молдавское княжество
Самое раннее письменное упоминание о Черновцах зафиксировано в грамоте о торговых привилегиях, которую молдавский господарь Александр Добрый выдал львовским купцам 8 октября 1408 года, где «у Черновцы» взималось «мыто черновское» (таможенная пошлина). В той же грамоте впервые упоминаются и некоторые другие города Буковины и Молдавии. Черновцы (если соотносить их с Черном) также упоминаются в известном летописном «Списке русских городов дальних и ближних», который некоторые историки относят к периоду между 1387 и 1406 годами.
Город располагался на пересечении торговых путей из северо-западной Европы на Балканы и в Турцию. С 1457 года здесь проводятся ярмарки. Во времена Стефана Великого Черновцы уже были городом: в 1476 году известен уже целый административный район — «Черновская держава»; в документе 1490 года Черновцы прямо именуются городом — «от место от Черновцех».
Однако в XV—XVI веках город несколько раз разрушался и пришёл в упадок. С середины XVI века Молдавское княжество становится вассалом Османской империи. Город опустошался во время войн Молдавии с Польшей (1497, 1509, 1688), турками (1476 и 1714) и татарами (1626, 1646—1650, 1672). Казаки (под предводительством Богдана Хмельницкого) побывали в Черновцах в 1650 и 1653 годах. После поражения шведской армии Карла XII под Полтавой зимой 1709—1710 гг., преследуя шведскую армию и части примкнувших к шведам казаков Мазепы, впервые заняли Черновцы русские войска. Позже они снова в нём побывали в русско-турецкую войну 1735—1739 годов. В 1762 году в нём было около 200 деревянных домов и около 1200 жителей. К 1774 году здесь жило около 290 семей и было три деревянных церкви. Вследствие очередной русско-турецкой войны 1768—1774 годов Черновцы были снова заняты русскими войсками, а затем перешли под власть Австрии.

## 1775—1914. Габсбургская монархия
В 1775 году австрийская императрица Мария Терезия, воспользовавшись поражением турок в русско-турецкой войне 1768—1774, присоединила Буковину вместе с Черновцами в империю Габсбургов.
С самого начала австрийского господства Черновцы стали центром всей Буковины: вначале военной администрации (1774—1786), затем гражданского управления: в 1786—1849 — Буковинского округа, входившего в состав Галичины, в 1849 году — автономного края (коронованной провинции) Буковины. В 1864 году Черновцы обрели полное местное самоуправление.
Переход из турецко-балканской в западноевропейскую сферу влияния положительно сказался на росте населения. Уже в 1779 году в Черновцах было 3200 жителей, и это число росло благодаря притоку немцев (служащих, учителей, торговцев), а также украинцев и поляков из Галичины, евреев, румын и украинцев из Буковины. В 1783 году в Черновцах созданы ремесленные цеха. В начале XIX века была основана гимназия, построены церкви св. Параскевы (1844—1862) и греко-католическая (1820—1821). С 1832 года в Черновцах был установлен магистрат во главе с бургомистром.
С 1786 года в городе были учреждены две ярмарки, из которых особое значение приобрела ежегодная двухнедельная ярмарка, начинавшаяся в июле после Петрова поста в праздник св. Петра и Павла и получившая название Петровской ярмарки. В отчёте 1832 году говорилось: «Возле города вырос новый городок из палаток и шатров. Рядом с тысячами и тысячами овец, лошадей, коров и быков, рядом с товарами для удовлетворения простых потребностей, продавались и ценные предметы роскоши. Из многочисленных шатров звучит бурная цыганская музыка, сопровождаемая монотонным бегом молдавского танца или быстрыми скачками вальса или мазурки; четырнадцать дней ярмарки — это продолжительный, весёлый народный праздник, для спокойного наблюдателя являющий собой подлинное зрелище, привлекательное из-за его разнородности».
Рост численности города Черновцов в XIX веке был стремительным. Так, в 1816 году всё население Черновцов составляло 5 416 человек, в 1880 году — 45 600, в 1890 году — 54 171.
До 1848 года австрийские власти проводили политику различных ограничений и запретов для евреев: свободный переезд евреев в Черновцы отсутствовал, разрешение получали только ремесленники и земледельцы.

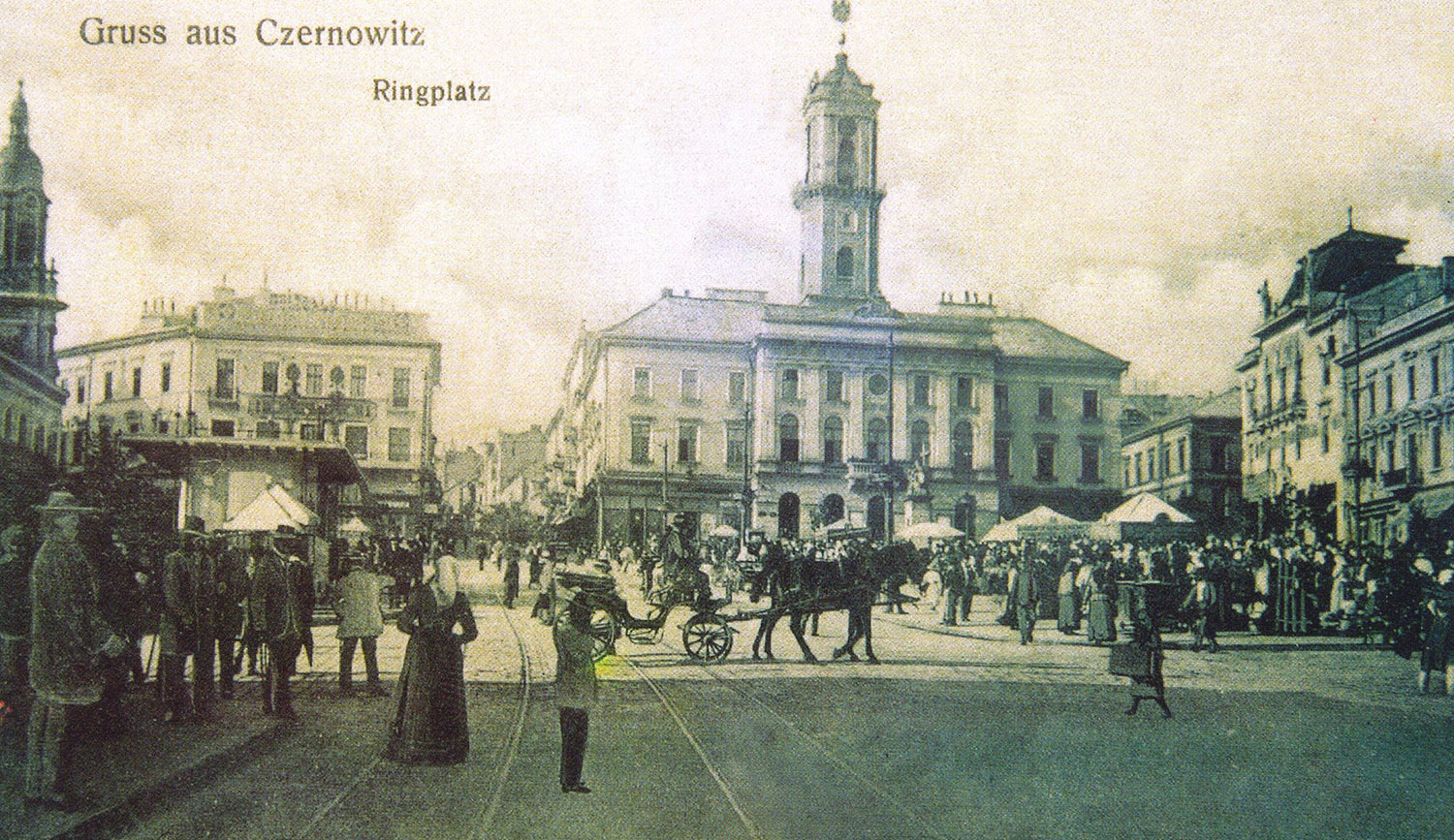
Площадь Рынок в конце XIX — начале XX века
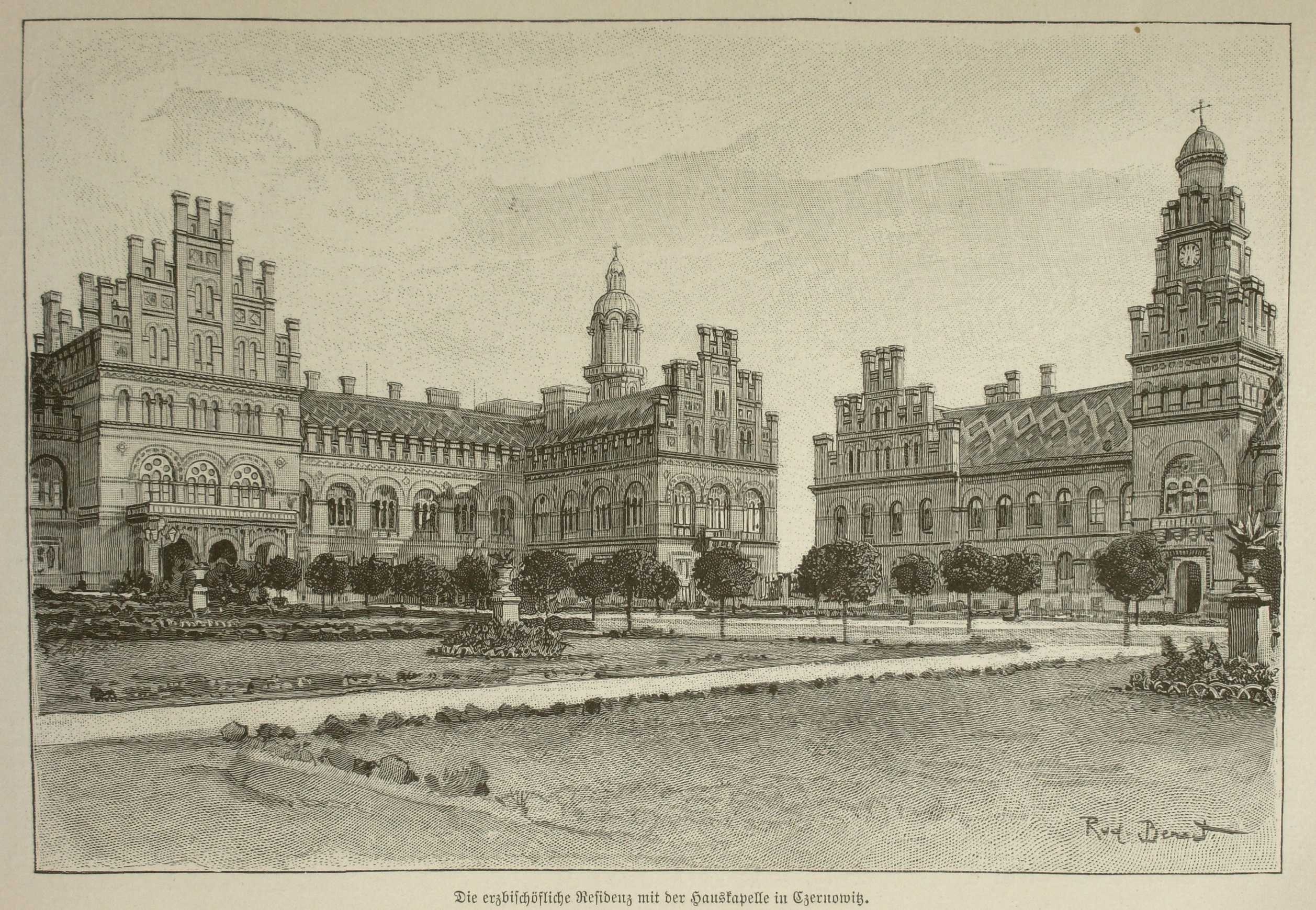
Резиденция буковинских епископов, 1899
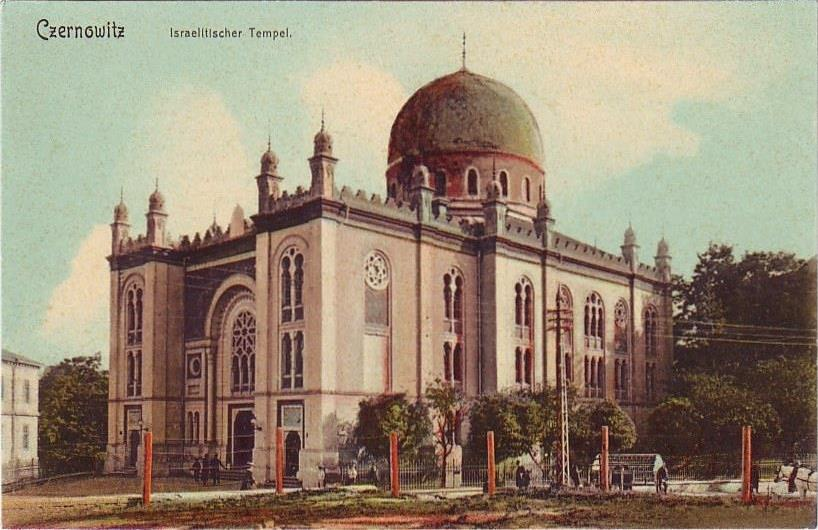
Открытка начала XX века с изображением Черновицкой синагоги Темпль
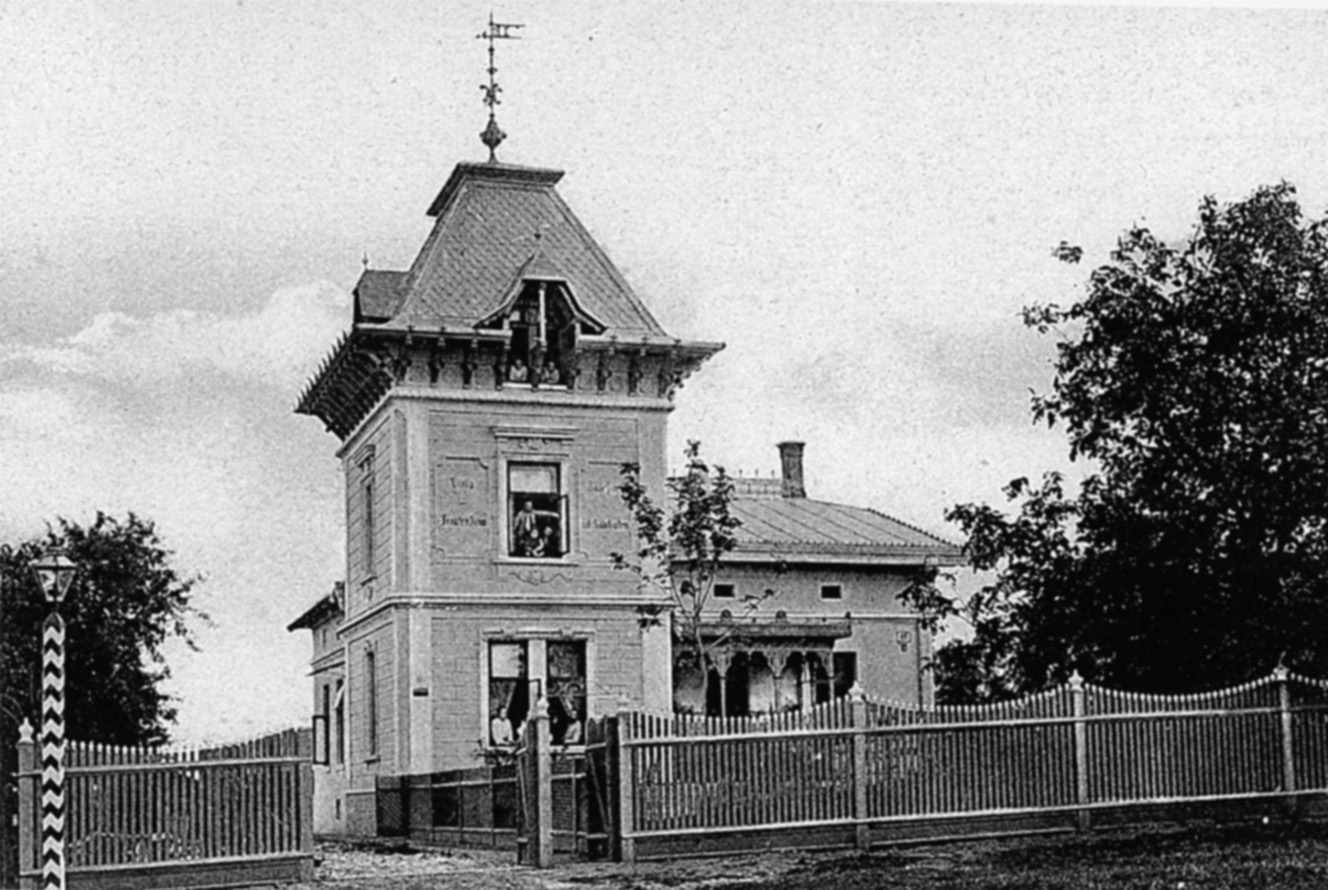
Квартал вилл, 1910
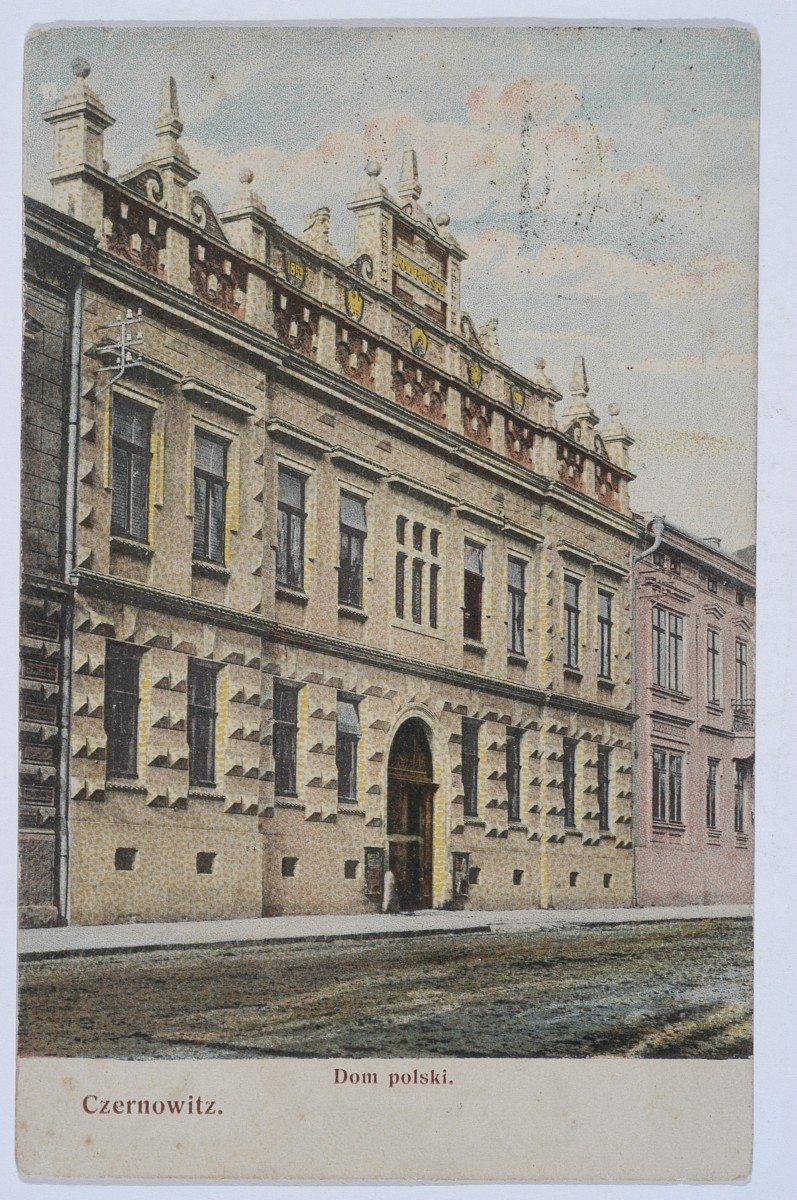
Польский костёл, 1910

Революция 1848—1849 годов в Австрийской империи устранила национальные ограничения, привела к автономии края и города и к обострению политического соперничества между украинским и румынским населением Буковины. В середине XIX века началось и оживление экономического развития Черновцов (построена пивоварня, паровая мельница, винокурня, мебельная фабрика, в 1850 г. создана торговая палата, в 1877 г.— торговая биржа). В развитие города внесла вклад постройка железной дороги Черновцы — Львов (1866), в 1895 г. построена электростанция, в 1897 г. введён в действие электрический трамвай, в 1895—1912 гг. — водопровод и канализация. Построены новые значительные здания: кафедральный собор (1844—1864), резиденция буковинского епископа (1864—1882), армянская церковь (1869—1875), иезуитский костёл (1893—1894), еврейская реформистская синагога (1873—1877), городской театр (1904—1905), железнодорожный вокзал (1906—1909). Черновцы обрели европейский вид (их часто называли «маленькой Веной»), хотя этот вид имела только центральная часть города. В 1895 году в Черновцах работало свыше 2500 рабочих, а в 1910 г. в городе было 2140 ремесленников и 1400 торговцев.
В 1784 году австрийский двор открыл первую немецкую начальную школу, а к 1869 году было уже 6 школ с 26 учителями. Первая классическая гимназия основана в 1808 году, реальная — в 1869 году, учительская семинария мужская — в 1860 году, женская — в 1872 году. Во второй половине XIX века основаны профессиональные школы: сельскохозяйственная, ткацкая, ремесленная, в 1827 г. — высшая теологическая. В 1875 году был создан Черновицкий университет.
В средних школах и в университете обучение велось на немецком языке, с 1851 года украинский язык ввели как предмет изучения в гимназии, а затем и в учительской семинарии. С 1896 года при другой немецкой гимназии был основан украинский отдел. В университете существовали кафедры украинского и румынского языка и литературы. Под конец австрийского господства в Черновицах были 4 народные школы с украинским языком обучения. С Черновицами тесно связана деятельность таких украинских писателей, как Ю. Федькович, И. Воробкевич, О. Кобылянской. Организованная украинская общественная жизнь Черновцов начинается с основанием в 1869 году общества «Руська Бесіда», политического общества «Руська Рада» (1870), студенческого общества «Союз» (1875).
В этих обществах вначале преобладали русофильские тенденции, но с 1884 года перевесили народовцы (Е. Пигуляк, Е. Попович, С. Смаль-Стоцкий и другие), с того времени началось быстрое развитие украинского национального движения. С 1884 года украинская общественно-культурная жизнь была сосредоточена в Украинском народном доме. В начале XX века в городе работала рисовальная школа, основанная известными украинскими художниками Юстином Пигуляком и Николаем Ивасюком.
Правительство Австро-Венгрии постоянно предпринимало шаги для улучшения благонадёжности населения, начала проводиться государственная политика поддержки всех национальных культур. На фасаде городского дома красовались три огромных мраморных доски, в ознаменование 25-, 40- и 50-летия царствования Франца Иосифа. Надписи на них были составлены на немецком, румынском и украинском языках, и Франц Иосиф стал именоваться «Найяснійшим Паном».
Евреи в последней трети XIX века составляли около трети населения города. Антиеврейские ограничения были отменены, австрийские власти были заинтересованы в притоке еврейского населения в город, полагая, что евреи, говорившие на идиш, будут проводниками немецкой культуры. Особенно поощрялась ассимилированная немецкоязычная еврейская интеллигенция, представители которой могли без ограничений занимать любые государственные должности. Евреи играли важную роль в экономической жизни города, основывая промышленные предприятия и банки, выступали спонсорами культурных мероприятий: так, вклад евреев в постройку комплекса зданий резиденции буковинского епископа отмечен на одном из зданий окантовкой из «звёзд Давида» вокруг купола, увенчанного крестом.
Из-за высокого процента еврейской интеллигенции в Черновцах были сильны позиции реформистского иудаизма. Реформистам принадлежал открытый в 1877 году «темпль» — реформистский храм (сожжённый немцами во время Второй мировой войны, позже — кинотеатр «Жовтень», ныне — кинотеатр «Черновцы»). Однако широкие «нижние» слои еврейского населения поддерживали ортодоксальный иудаизм, в том числе хасидизм. Между этими двумя течениями велась борьба за руководство общиной, но благодаря деятельности главного раввина Л. И. Игеля (1825—1892) было достигнуто компромиссное решение, и раскол был преодолён.
В 1908 году в Черновцах состоялась первая международная конференция по языку идиш.

## 1914—1918 гг. Первая мировая война. Между Австро-Венгрией и Российской империей

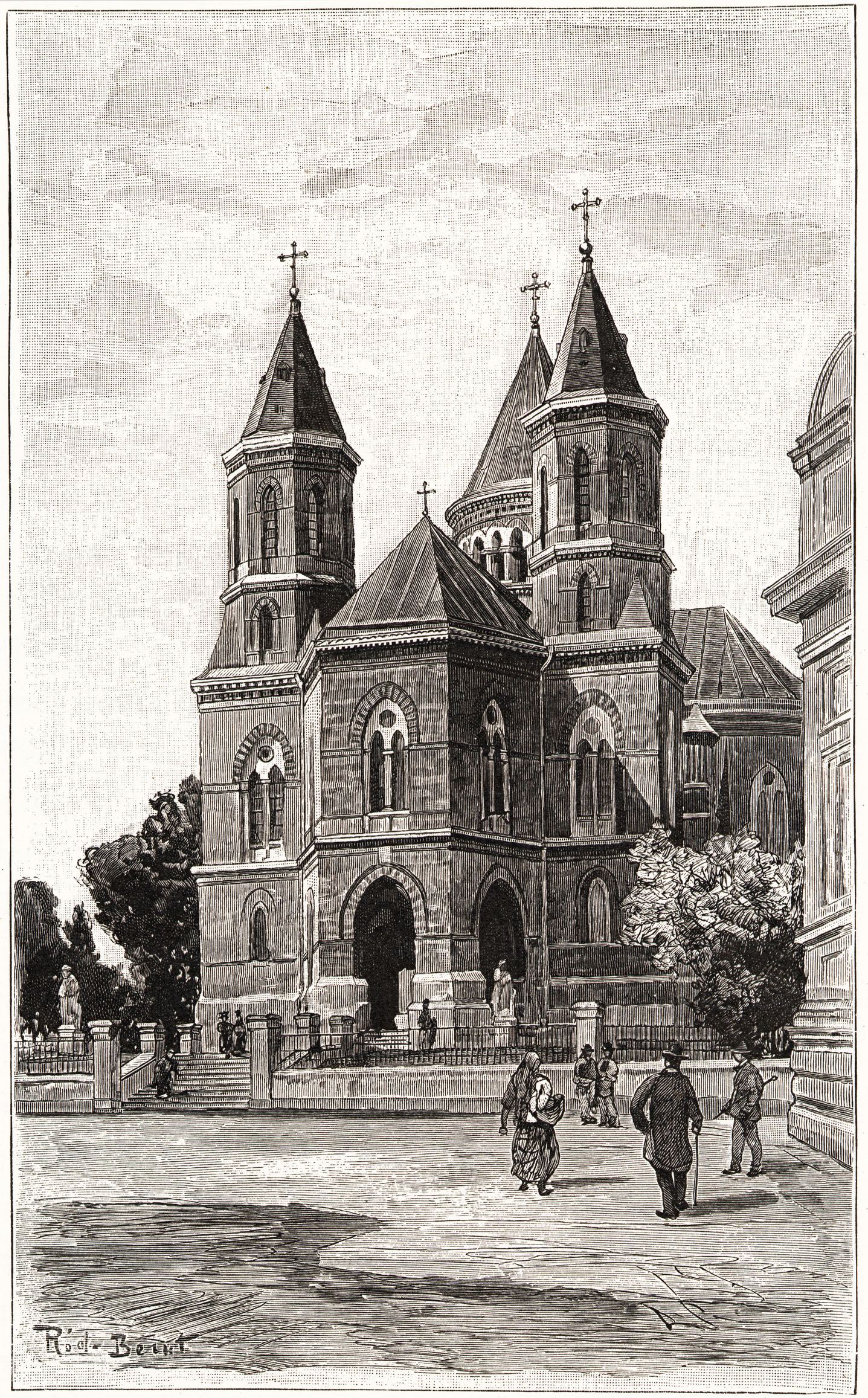
Армянская церковь, рисунок 1900 г.

Во время Первой мировой войны Черновцы трижды были оккупированы российскими войсками: (30.08.1914—21.10.1914; 26.11.1914—18.2.1915; 18.06.1916—02.08.1917). Власти Российской империи ввели в городе жёсткую цензуру, закрыли все национально-культурные общества, газеты, преследовали евреев (часть их была эвакуирована в Чехию). Многие евреи, в том числе бургомистр Черновцов доктор С. фон Вайссельбургер, были высланы в Россию. Облегчение положения принесла февральская революция 1917, когда губернатором Буковины стал А. Лотоцкий. Местное население в целом было враждебно настроено в отношении российского оккупационного режима и в августе 1917 года, после освобождения города жители 3 дня праздновали это событие.
С началом распада Австро-Венгерской империи 3 ноября 1918 года в Черновцах состоялось многотысячное народное вече, на котором было принято резолюцию о вхождений Северной Буковины, населённой преимущественно украинцами, в состав Западно-Украинской Народной Республики (ЗУНР). 6 ноября представитель Австро-Венгерской империи передал власть Украинскому комитету во главе с О. Поповичем. Но уже 11 ноября, после подписания перемирия между Германией и странами Антанты, Черновцы вопреки народному волеизъявлению были оккупированы румынскими войсками, которые чинили на своём пути кровавые еврейские погромы, при румынской власти положение евреев ухудшилось. 28 ноября румынский Генеральный конгресс Буковины провозгласил «воссоединение» всей территории Буковины в составе Румынии.

## 1918—1940. Румыния
При румынской власти Черновцы остались административным центром Буковины. Город и дальше оставался центром украинской жизни на Буковине (как в северной, так и в южной её части). Кроме национально-культурных обществ, действовавших в период Австро-Венгрии, были основаны новые — «Буковинский Кобзарь», «Украинский Мужской Хор», «Украинский Театр». Также появились и спортивные общества «Довбуш» и «Мазепа». Существовало в Черновцах и отделение Украинской Национальной Партии. Издательская деятельность уменьшилась. Выходили еженедельники «Боротьба», «Рідний Край», «Рада» и «Самостійність», а также ежедневник «Час», журналы «Промінь» и «Самостійна Думка». Не чувствовалось нехватки украиноязычных книжных изданий.
В конце румынского периода Черновцы стали крупным экономическим центром. в 1936 году здесь работали 155 больших и 61 малое предприятие. В межвоенный период город интенсивно застраивался; было построено множество жилых и общественных зданий.

## 1940—1944 гг. Вторая мировая война. Между Румынией и СССР
В 1940 году Буковина была разделена на Северную (отходившую к СССР) и Южную (остававшуюся в составе Румынии). Черновцы были заняты Красной Армией и вошли в состав Украинской ССР. 5 июля 1941 года город был занят румынскими войсками (воевавшими на стороне Германии) и административно вошёл в состав Румынии.
В период второй румынской оккупации в городе было создано еврейское гетто (в районе так называемого Нижнего города — в пределах теперешних улиц Головна, Сагайдачного, Барбюса, Садовского, Школьной), куда свозились евреи со всех окрестных населённых пунктов. Массовые расстрелы евреев и противников оккупационного режима осуществлялись на берегу р. Прут. Многие евреи были депортированы в «Транснистрию». Благодаря усилиям мэра Черновцов периода второй румынской оккупации Траяна Поповича, более 20 тысяч черновицких евреев избежали депортации и уничтожения.
29 марта 1944 года в ходе Проскуровско-Черновицкой операции Черновцы практически без боя снова были заняты войсками 1-го Украинского фронта.

## 1944—1991 гг. Украинская ССР
В послевоенные годы началась индустриализация города, здесь были созданы машиностроительный завод, масложировой комбинат, мясокомбинат, сахарный комбинат и другие предприятия машиностроительной, приборостроительной, химической и пищевой промышленности. Рост индустрии потребовал подготовки соответствующих кадров, активно развивалась наука. Население города значительно увеличивалось, соответственно расширялись и географические границы. Город был крупным железнодорожным узлом, функционировал аэропорт.
В 1988 году в городе произошло массовое отравление, точная причина которого так и не была установлена.

## 1991 — наши дни. Независимая Украина
В начале 1990-х годов в городе началось строительство фабрики текстильно-художественных изделий, но после провозглашения независимости Украины строительство было остановлено, а в сентябре 1993 года Кабинет министров Украины принял решение о продаже недостроенного предприятия.
В 1997 году было сокращено количество образовательных учреждений: профессионально-технические училища № 8 и № 11 объединили в ПТУ № 8.
Черновцы и Севастополь разделили первое место по итогам конкурса «Населённый пункт лучшего благоустройства и поддержки общественного порядка — 2008». Эти города признаны наиболее комфортными для проживания в категории «город с населением до миллиона человек». Организатором конкурса выступило министерство жилищно-коммунального хозяйства Украины.